# フジキセキ
フジキセキ（1992年4月15日 - 2015年12月28日）は、日本の競走馬、種牡馬である。
1994年に中央競馬でデビュー。同年の朝日杯3歳ステークスに優勝し、JRA賞最優秀3歳牡馬に選出。翌1995年の弥生賞を制し4歳クラシック戦線における最有力馬と目されたが、その初戦・皐月賞を前に屈腱炎を発症して引退した。その後は種牡馬となり、GI級競走7勝のカネヒキリをはじめとして11頭のGI級競走優勝馬を輩出している。

## 経歴
※2000年以前の出来事については、馬齢を旧表記（数え年）で記述している。

### 生い立ち

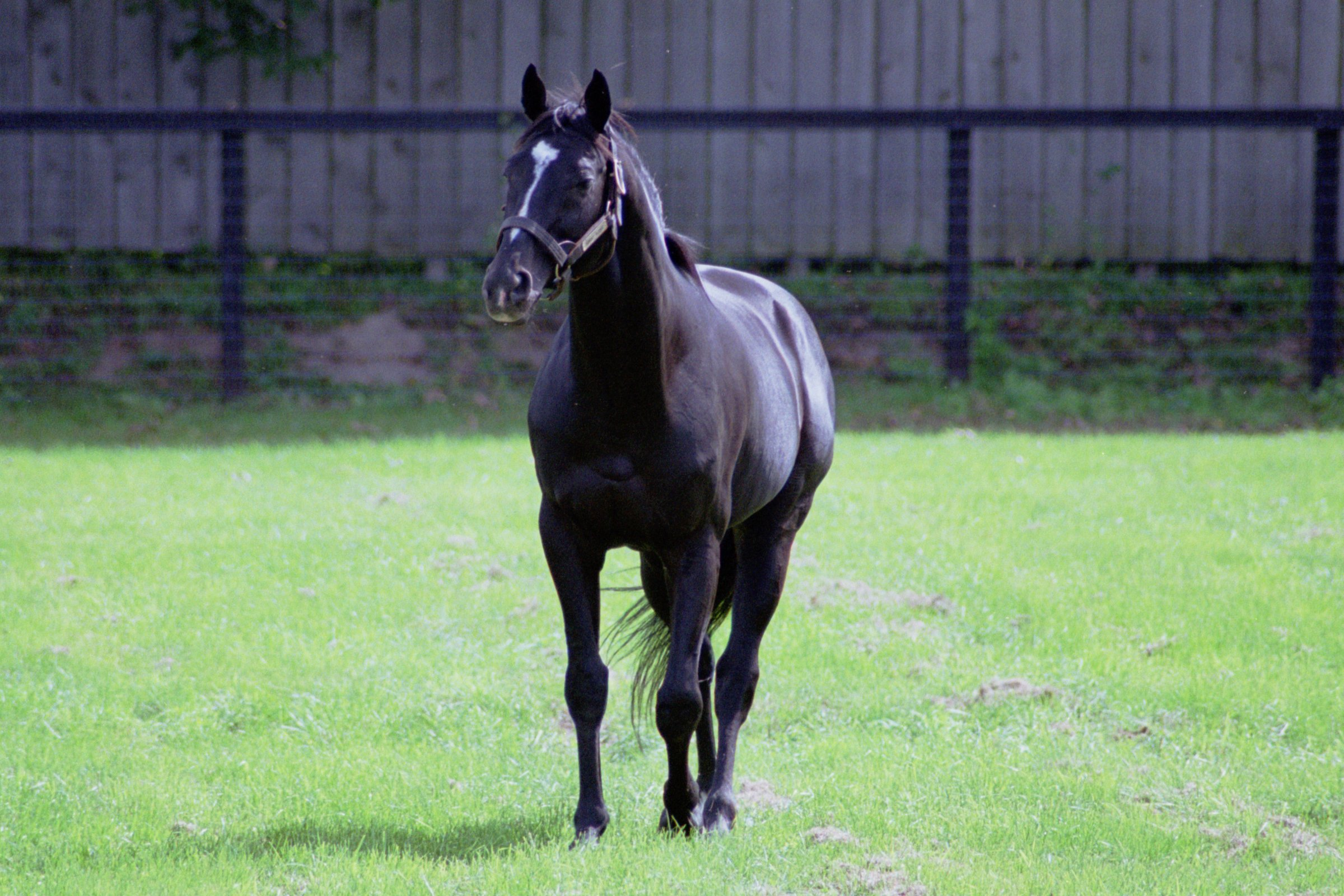
父・サンデーサイレンス

1992年4月15日、北海道千歳市の社台ファーム千歳にて誕生。父・サンデーサイレンスは1989年の全米年度代表馬であり、種牡馬として日本に輸入された後に12年連続のリーディングサイアー（首位種牡馬）を獲得、「日本競馬に革命を起こした種牡馬」と言われた。本馬はその初年度産駒の1頭である。馬産地ライターの後藤正俊によれば、父に似た馬が活躍する傾向にあったヘイロー系（サンデーサイレンスの父）にあって、同年に生まれた67頭の中で同じ青鹿毛という点も含めて最も父に似た馬であり、サンデーサイレンス産駒が続々と誕生していた頃、牧場に対して「一番の期待馬」を尋ねた際、「躊躇なく挙げられたほど傑出した馬」であった。
出生直後に馬主の齊藤四方司が購買し、当時の社台ファーム千歳場長・吉田照哉の推薦で、渡辺栄厩舎（栗東トレーニングセンター）への預託が決まった。渡辺は直後に北海道へ飛び、実馬を見た際の印象を「垢抜けした、均整の取れた良い馬」と語っている。2歳時から始まった育成調教においても、牧場スタッフからの評判は高かった。競走年齢の3歳に達した1994年6月、「フジキセキ」と命名されて滋賀県栗東トレーニングセンターの渡辺厩舎に入った。馬名の「フジ」は富士山を意味し、「キセキ」には奇跡、輝石、軌跡といった様々な意味が込められている。馬名登録の時は『富士奇石』として申請した。鉱物に詳しい友人の勧めで静岡県富士市出身の齋藤四方司は「富士山とキセキ（輝石、奇跡、軌跡）輝くような、ミラクルを起こして欲しい、栄光の軌跡を残して欲しい」そんな心情をこめて名付けた。『石』の文字が付いたことで当時、渡辺栄調教師は「ちょっと重そうな名前ですね」と言って笑っていた。
調教でも良好な動きを見せて渡辺に期待を抱かせたが、デビュー前の必修審査であるゲート試験（発馬機からの発走試験）には手こずり、合格までに5回を要した。

### 戦績
同年夏から始まった新馬戦ではサンデーサイレンス産駒が続々と勝ち上がり、「サンデーサイレンス旋風」と評された。こうした中、フジキセキは8月20日の新潟開催新馬戦でデビュー。蛯名正義を鞍上に、当日2番人気の評価であった。スタートで大きく出遅れて最後方からのレースとなったが、最後の直線で先行勢を捉えると、そのまま独走態勢となり、1分9秒8のタイムで2着に8馬身差を付けて勝利を挙げた。
消耗を防ぐために夏はこの1戦のみに留めて調整に入り、2戦目は10月8日のもみじステークスとなった。本競走から、騎手は渡辺厩舎に所属していた角田晃一に替わった。レースでは全くの馬なりのまま、レコードタイムでの勝利を挙げた。2着馬は翌年の東京優駿（日本ダービー）を制することとなるタヤスツヨシであった。
12月11日に臨んだ3歳王者戦・朝日杯3歳ステークスでは、単勝オッズ1.5倍の1番人気に支持された。レースでは引っ掛かる素振りを見せながらの先行策となったが、最後の直線では楽に先頭に立った。ゴール前では最後方から追い込んだスキーキャプテンと馬体を接したが、並ばれるとまた伸びる勝負根性を見せてスキーキャプテンをクビ差退けて勝利した。僅差にもかかわらず、鞭を使うことなくレースを終えた角田は、「とにかくエンジンが違うという感じ。加速する時なんか凄いですよ。楽勝でした。まだ今日で3戦目、今後どのように成長するのかとても楽しみです」と、翌年に向けての期待を口にした。
朝日杯後は休養に入ったが、フジキセキは冬場も休むことなくトレーニングを行った。当時、800メートルの坂路を駆け抜けるタイムは53秒台だったが、フジキセキはそれを上回る51秒台で駆け抜けていたため、その能力は「真剣に走ればもっとタイムを詰められた」とも言われていた。しかしフジキセキは食欲が非常に旺盛であったため、トレーニングを行いながらも体重がどんどん増えていっていた。
翌1995年、4歳となったフジキセキはクラシックに向けて皐月賞トライアル競走の弥生賞から始動。前走から16kg増という馬体重であったが、直前の調教では坂路コースで一番時計を出し、当日の単勝オッズは1.3倍を示した。当日の馬場コンディションは重馬場で、ぬかるんで滑るため瞬発力を身上とする馬には分が悪いものとなっていた。レースは前半1000m通過62秒5というスローペースの中で先行2番手を進み、第3コーナーから早々と先頭に立った。しかし後続との差を広げることができず、一旦は追い込んできたホッカイルソーに交わされかけた。しかし残り100mの地点から同馬を一気に突き離し、2馬身半差を付けて勝利。並ばれてから僅か100mで2馬身半差を付けた瞬発力は二段ロケットにも喩えられ、大阪日刊スポーツ記者の蔵内哲爾は、「ターフを沸かせた過去のスーパーホースたちをも超えかねない資質を感じる。まさに"輝石"そのものだ」と賞賛した。
名実共にクラシックへの本命と目されたが、3月24日、左前脚に屈腱炎を発症していることが判明した。復帰までには1年以上を要すると診断され、馬主、生産者、調教師の協議の結果、そのまま引退・種牡馬入りが決定した。

### 種牡馬時代
引退後は種牡馬として社台スタリオンステーションで繋養された。繁殖シーズン途中の種牡馬入りだったが、父サンデーサイレンスの代用としても人気を集め、初年度から118頭の交配相手を集めた。しかし初年度産駒は勝ち上がり率こそ悪くなかったが、GI戦線で目立った成績を挙げるものは現れなかった。2年目の産駒からはダイタクリーヴァが重賞で活躍、GI競走でも2着2回を記録したが、デビュー前に故障した期待馬も数多く、他に同等以上の活躍馬は出なかった。
種牡馬入り4年目には、日本初のシャトル種牡馬としてオーストラリアに渡り、南北半球で異なる繁殖シーズンを最大限に利用した。しかし、フジキセキ産駒はオーストラリアの競馬スタイルに合わず、同地では長距離向きの種牡馬と評価されたこともあって、オーストラリア産のフジキセキ産駒は南アフリカなどへ分散していった。
その後、2005年にカネヒキリがジャパンダートダービーを制して産駒のGI競走初勝利を挙げると、翌2006年にはドリームパスポートが、勝利こそなかったもののクラシック競走や国際招待競走のジャパンカップで好走した。2007年からはGI級競走の優勝馬が相次ぎ、オーストラリア産馬からも、2008年のドバイシーマクラシックを制した南アフリカ調教馬・サンクラシークや高松宮記念を連覇したキンシャサノキセキなどが現れた。徳武英介は産駒の変化の要因として、フジキセキの血統的特徴が把握され始めたこと、東西のトレーニングセンターや民間の調教設備の充実により、産駒の故障が減った点などを挙げ、「時代がフジキセキに向いてきた」と語っている。
数々のGI馬を輩出しながらクラシック競走には中々手が届かなかったが、2014年にイスラボニータが皐月賞を制し、16世代目にして悲願の産駒クラシック初制覇を果たした。
現時点ですべての出走世代から重賞勝ち馬を輩出している。2010年5月9日のNHKマイルカップで産駒のJRA通算重賞勝利数が50となり、49勝のシンザンを抜いて歴代単独10位、戦後の内国産種牡馬ではトサミドリに次ぐ歴代2位となった。さらに2012年3月10日の阪神スプリングジャンプでバアゼルリバーが勝利したことで55勝のトサミドリを抜いて戦後の内国産種牡馬では単独1位となった。また、2011年5月7日の新潟競馬第12競走で産駒のJRA通算勝利数が1136となり、1135勝のトサミドリを抜いて歴代単独11位、内国産種牡馬では歴代トップとなった。
こうした産駒の活躍から、例年200頭前後、2006年には自己最多となる252頭の繁殖牝馬に種付けを行う人気人気を誇ったが、2011年以降は種付けが行われなかった。社台スタリオンステーションから正式なアナウンスはなく、一部報道では「体調不良」と伝えられていた。その後イスラボニータが皐月賞を勝った際、腰痛（頚椎狭窄症の治療）もあり前年の2013年に種牡馬を引退し、社台スタリオンステーションの功労馬専用馬房でのんびり余生を送っていることが明らかにされた。
2015年12月28日、頚椎損傷の為死亡。23歳没。
2021年、メガオパールカフェが登録抹消となり、JRAに所属するフジキセキ産駒がいなくなった

## 競走成績
以下の内容は、JBISサーチおよびnetkeiba.comに基づく。
| 競走日     | 競馬場 | 競走名     | 格  | 距離（馬場）  | 頭 数 | 枠 番 | 馬 番 | オッズ （人気） | 着順 | タイム （上がり3F） | 着差 | 騎手      | 斤量 [kg] | 1着馬（2着馬）       | 馬体重 [kg] |
| ---------- | ------ | ---------- | --- | ------------- | ----- | ----- | ----- | --------------- | ---- | ------------------- | ---- | --------- | --------- | -------------------- | ----------- |
| 1994.08.20 | 新潟   | 3歳新馬    |     | 芝1200m（良） | 8     | 2     | 2     | 002.90（2人）   | 01着 | R1:09.8（34.8）     | -1.3 | 0蛯名正義 | 53        | （シェルクイーン）   | 472         |
| 0000.10.08 | 阪神   | もみじS    | OP  | 芝1600m（良） | 9     | 7     | 7     | 001.20（1人）   | 01着 | R1:35.5（35.2）     | -0.2 | 0角田晃一 | 53        | （タヤスツヨシ）     | 486         |
| 0000.12.11 | 中山   | 朝日杯3歳S | GI  | 芝1600m（良） | 10    | 1     | 1     | 001.50（1人）   | 01着 | R1:34.7（35.7）     | -0.1 | 0角田晃一 | 54        | （スキーキャプテン） | 492         |
| 1995.03.05 | 中山   | 弥生賞     | GII | 芝2000m（重） | 10    | 8     | 9     | 001.30（1人）   | 01着 | R2:03.7（36.4）     | -0.4 | 0角田晃一 | 55        | （ホッカイルソー）   | 508         |

- タイム欄のRはレコード勝ちを示す。

## 評価

### 競走馬として
1995年のクラシック三冠各競走は、皐月賞をジェニュイン（サンデーサイレンス産駒）、日本ダービーをタヤスツヨシ（同前）、菊花賞をマヤノトップガン（ブライアンズタイム産駒）が優勝した。これらの競走へ不出走に終わったフジキセキであったが、無事ならば三冠を達成していた、または故障の前に三冠達成を予感していたとする者も存在する。3戦に騎乗した角田晃一は、「菊花賞は分からないですけど、皐月賞、ダービーまではたぶん大丈夫だったんじゃないかと思います」と語った一方で、「順調に使えていれば……って言いますけど、順調に使って勝った馬には敵わないです」とも語っている。
例えば、血統評論家の吉沢譲治は弥生賞を回想し、以下のように語っている。
吉沢は2006年4月に宝島社が刊行した『サンデーサイレンス大全』の誌内で企画された座談会に参加した際、参加者が一頭ずつ選出する「SS代表馬」（最も優秀なサンデーサイレンス産駒）において、競馬評論家の石川ワタルと栗山求が当時現役だったディープインパクトを選定したのに対して、吉沢はこれと最優秀2歳牡馬にフジキセキを選定し、理由として「故障は、SSの血が最高級ベンツであることを知らなかった初年度産駒の悲劇。スケールはディープインパクトよりも上だった。もしディープインパクトが初年度産駒であったなら、フジキセキと同じような使い方をされ、同じように壊れていたはず」と述べている。なお、石川は「2歳のころは、ほんと、強かった」として最優秀2歳牡馬に、栗山は「他部門で選に漏れたので」という理由で、特別賞としてフジキセキをそれぞれ選定した。
また、後藤正俊は以下のように語っている。

### 種牡馬として
社台スタリオンステーションの徳武英介は、前述の種牡馬としての初期のフジキセキの不振の原因を以下のように分析している。
吉沢譲治は、日本国内における2005年頃までのフジキセキ産駒の一般的評価として、
- 早熟のマイラー[注 6]
- 大レースの底力が足りない
- 牝馬しか活躍しない
- 脚部不安を抱えた産駒が多い

の4点を挙げている。
故障が多いというイメージは、重要な牝馬の交配相手としては敬遠され、その質を下げる原因ともなっていた。他方、吉沢譲治は初期のフジキセキの成績を、同じくサンデーサイレンス産駒のダンスインザダークと合わせて以下のように擁護している。

## 種牡馬成績

### 年度別種牡馬成績（平地、中央+地方）
| 年            | 出走                                                                                                  | 出走                                                                                                  | 勝利                                                                                                  | 勝利                                                                                                  | 順位                                                                                                  | AEI                                                                                                   | 収得賞金                                                                                              |
| 年            | 頭数                                                                                                  | 回数                                                                                                  | 頭数                                                                                                  | 回数                                                                                                  | 順位                                                                                                  | AEI                                                                                                   | 収得賞金                                                                                              |
| ------------- | --- | --- | --- | --- | --- | --- | --- |
| 1998年        | 32 | 109                                                                                                   | 13 | 16 | 235                                                                                                   | 0.69                                                                                                  | 9748万5000円                                                                                          |
| 1999年        | 112                                                                                                   | 565                                                                                                   | 49 | 66 | 35 | 1.18                                                                                                  | 5億8207万5000円                                                                                       |
| 2000年        | 187                                                                                                   | 1074                                                                                                  | 78 | 127                                                                                                   | 7 | 1.90                                                                                                  | 15億4706万3800円                                                                                      |
| 2001年        | 222                                                                                                   | 1447                                                                                                  | 114                                                                                                   | 199                                                                                                   | 6 | 1.81                                                                                                  | 17億1119万1000円                                                                                      |
| 2002年        | 217                                                                                                   | 1397                                                                                                  | 89 | 183                                                                                                   | 5 | 1.96                                                                                                  | 16億7854万2000円                                                                                      |
| 2003年        | 233                                                                                                   | 1406                                                                                                  | 109                                                                                                   | 193                                                                                                   | 8 | 1.67                                                                                                  | 15億0094万6000円                                                                                      |
| 2004年        | 296                                                                                                   | 1745                                                                                                  | 120                                                                                                   | 190                                                                                                   | 4 | 1.71                                                                                                  | 18億5550万8500円                                                                                      |
| 2005年        | 310                                                                                                   | 1918                                                                                                  | 145                                                                                                   | 246                                                                                                   | 3 | 1.98                                                                                                  | 23億0560万1000円                                                                                      |
| 2006年        | 317                                                                                                   | 1931                                                                                                  | 144                                                                                                   | 238                                                                                                   | 2 | 2.21                                                                                                  | 27億5492万6000円                                                                                      |
| 2007年        | 306                                                                                                   | 1889                                                                                                  | 126                                                                                                   | 223                                                                                                   | 5 | 1.82                                                                                                  | 22億2057万1000円                                                                                      |
| 2008年        | 329                                                                                                   | 1968                                                                                                  | 118                                                                                                   | 209                                                                                                   | 2 | 1.91                                                                                                  | 25億5504万2500円                                                                                      |
| 2009年        | 326                                                                                                   | 2156                                                                                                  | 132                                                                                                   | 232                                                                                                   | 6 | 1.73                                                                                                  | 22億3253万8000円                                                                                      |
| 2010年        | 356                                                                                                   | 2166                                                                                                  | 158                                                                                                   | 263                                                                                                   | 2 | 1.89                                                                                                  | 27億7263万7000円                                                                                      |
| 2011年        | 331                                                                                                   | 2001                                                                                                  | 153                                                                                                   | 292                                                                                                   | 7 | 1.74                                                                                                  | 22億5432万2500円                                                                                      |
| 2012年        | 341                                                                                                   | 2354                                                                                                  | 152                                                                                                   | 262                                                                                                   | 6 | 1.65                                                                                                  | 20億2445万1000円                                                                                      |
| 2013年        | 349                                                                                                   | 2456                                                                                                  | 159                                                                                                   | 269                                                                                                   | 10 | 1.50                                                                                                  | 20億1819万2000円                                                                                      |
| 2014年        | 274                                                                                                   | 1979                                                                                                  | 118                                                                                                   | 202                                                                                                   | 11 | 1.63                                                                                                  | 18億0841万4000円                                                                                      |
| 2015年        | 153                                                                                                   | 1318                                                                                                  | 69 | 166                                                                                                   | 15 | 1.77                                                                                                  | 11億3206万4500円                                                                                      |
| 2016年        | 88 | 675                                                                                                   | 26 | 49 | 35 | 1.57                                                                                                  | 5億9858万3500円                                                                                       |
| 2017年        | 43 | 405                                                                                                   | 18 | 30 | 61 | 1.91                                                                                                  | 3億6037万1000円                                                                                       |
| 2018年        | 18 | 170                                                                                                   | 5 | 7 | 145                                                                                                   | 0.79                                                                                                  | 4313万1000円                                                                                          |
| 2019年        | 10 | 62 | 1 | 1 | 167                                                                                                   | 1.09                                                                                                  | 79万4000円                                                                                            |
| 2020年        | 1 | 5 | 0 | 0 | 440                                                                                                   | 0.21                                                                                                  | 182万0000円                                                                                           |
| 通算CPI＝1.63 | | | | | | | |
| 注            | - 2020年終了時点。 - 出典は JBIS 種牡馬情報 および JBIS 種牡馬情報 世代・年次別（2021年3月4日現在。） | - 2020年終了時点。 - 出典は JBIS 種牡馬情報 および JBIS 種牡馬情報 世代・年次別（2021年3月4日現在。） | - 2020年終了時点。 - 出典は JBIS 種牡馬情報 および JBIS 種牡馬情報 世代・年次別（2021年3月4日現在。） | - 2020年終了時点。 - 出典は JBIS 種牡馬情報 および JBIS 種牡馬情報 世代・年次別（2021年3月4日現在。） | - 2020年終了時点。 - 出典は JBIS 種牡馬情報 および JBIS 種牡馬情報 世代・年次別（2021年3月4日現在。） | - 2020年終了時点。 - 出典は JBIS 種牡馬情報 および JBIS 種牡馬情報 世代・年次別（2021年3月4日現在。） | - 2020年終了時点。 - 出典は JBIS 種牡馬情報 および JBIS 種牡馬情報 世代・年次別（2021年3月4日現在。） |

### GI級競走優勝馬
英字馬名は日本国外の調教馬。
- 2002年産
  - カネヒキリ（ジャパンカップダート2回、フェブラリーステークス、ジャパンダートダービー、ダービーグランプリ、東京大賞典、川崎記念、ユニコーンステークス、マーキュリーカップ）[33]
    - 2005年度最優秀ダートホース・ダートグレード競走最優秀馬
    - 2008年度最優秀ダートホース・ダートグレード競走特別賞
- 2003年産
  - グレイスティアラ（全日本2歳優駿、兵庫チャンピオンシップ、エーデルワイス賞）[34]
  - Sun Classique （ドバイシーマクラシック、ケープフィリーズギニー、マジョルカステークス、ウーラヴィントン2200、ダイアナステークス）[35]
  - キンシャサノキセキ（高松宮記念2回、阪神カップ2回、スワンステークス、オーシャンステークス、函館スプリントステークス）[36]
    - 2010年度最優秀短距離馬

  - ファイングレイン（高松宮記念、シルクロードステークス）[37]
  - コイウタ（ヴィクトリアマイル、クイーンカップ）[38]
    - 2007年度最優秀4歳以上牝馬
- 2004年産
  - エイジアンウインズ（ヴィクトリアマイル、阪神牝馬ステークス）[39]
- 2007年産
  - ダノンシャンティ（NHKマイルカップ、毎日杯）[40]
- 2008年産
  - サダムパテック（マイルチャンピオンシップ、弥生賞、東京スポーツ杯2歳ステークス、京王杯スプリングカップ、中京記念）[41]
- 2009年産
  - ストレイトガール（ヴィクトリアマイル2回、スプリンターズステークス、シルクロードステークス）[42]
- 2011年産
  - イスラボニータ（皐月賞、東京スポーツ杯2歳ステークス、共同通信杯、セントライト記念、マイラーズカップ、阪神カップ）[43]
    - 2014年度最優秀3歳牡馬

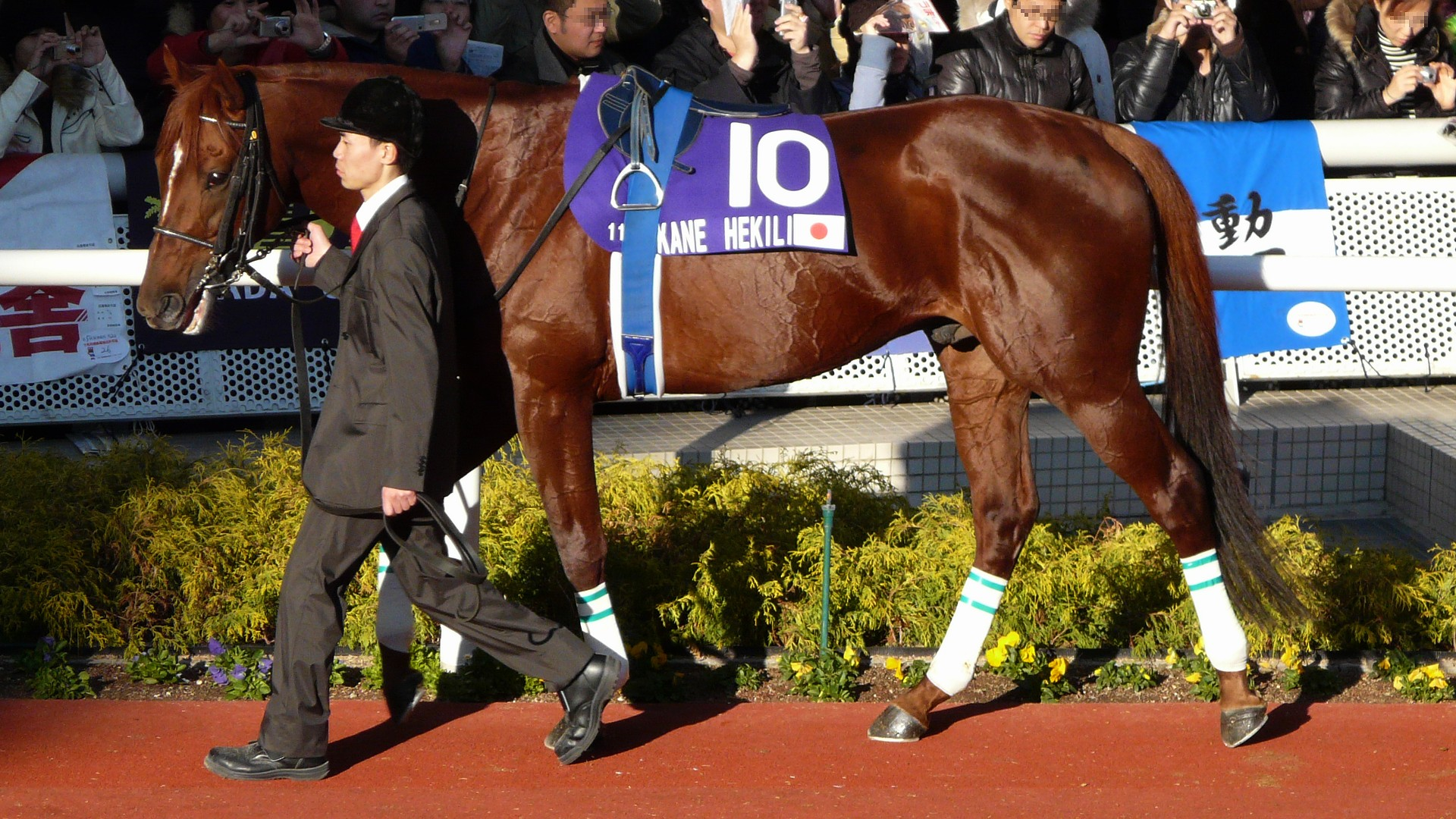
カネヒキリ（2002年産）
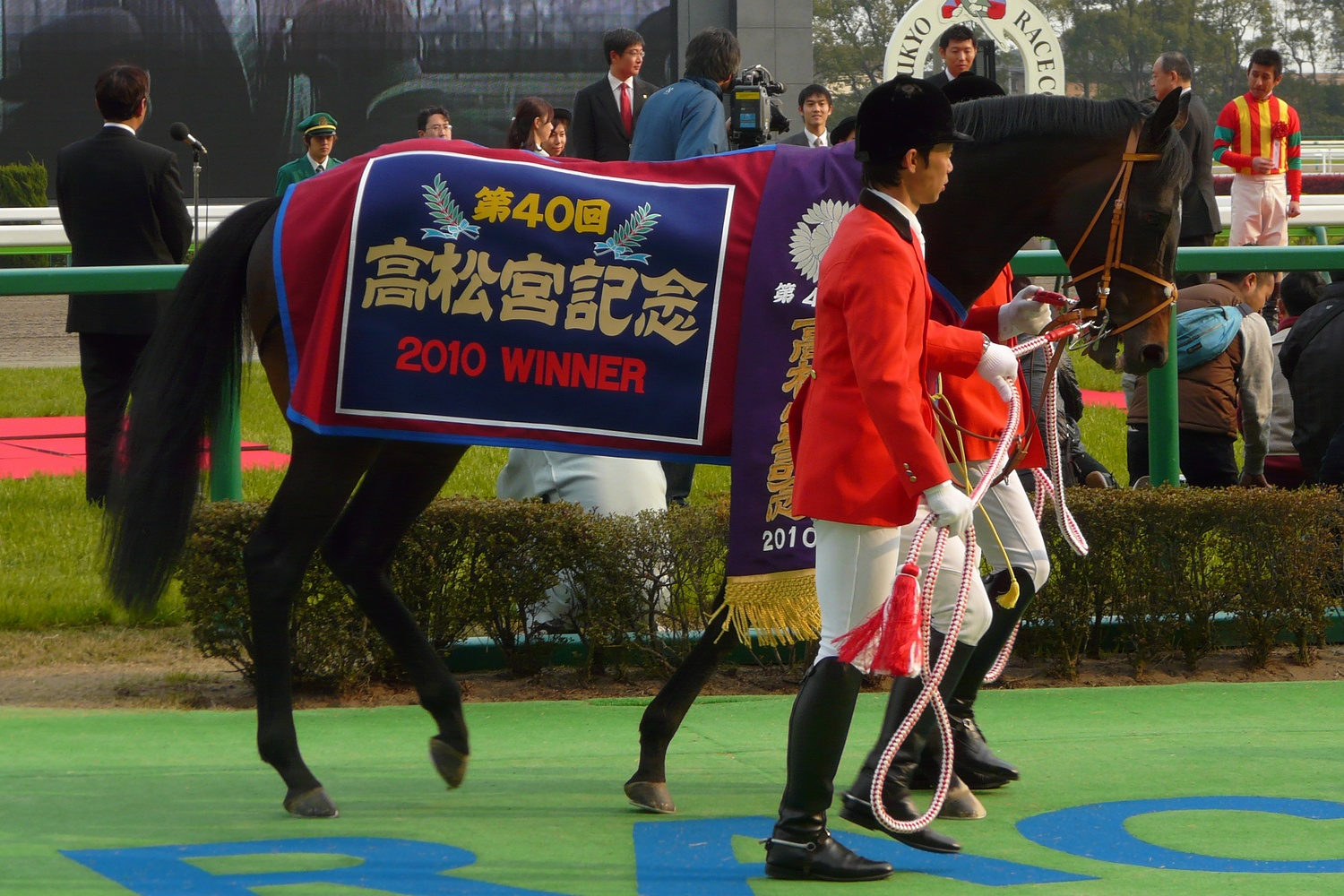
キンシャサノキセキ（2003年産）
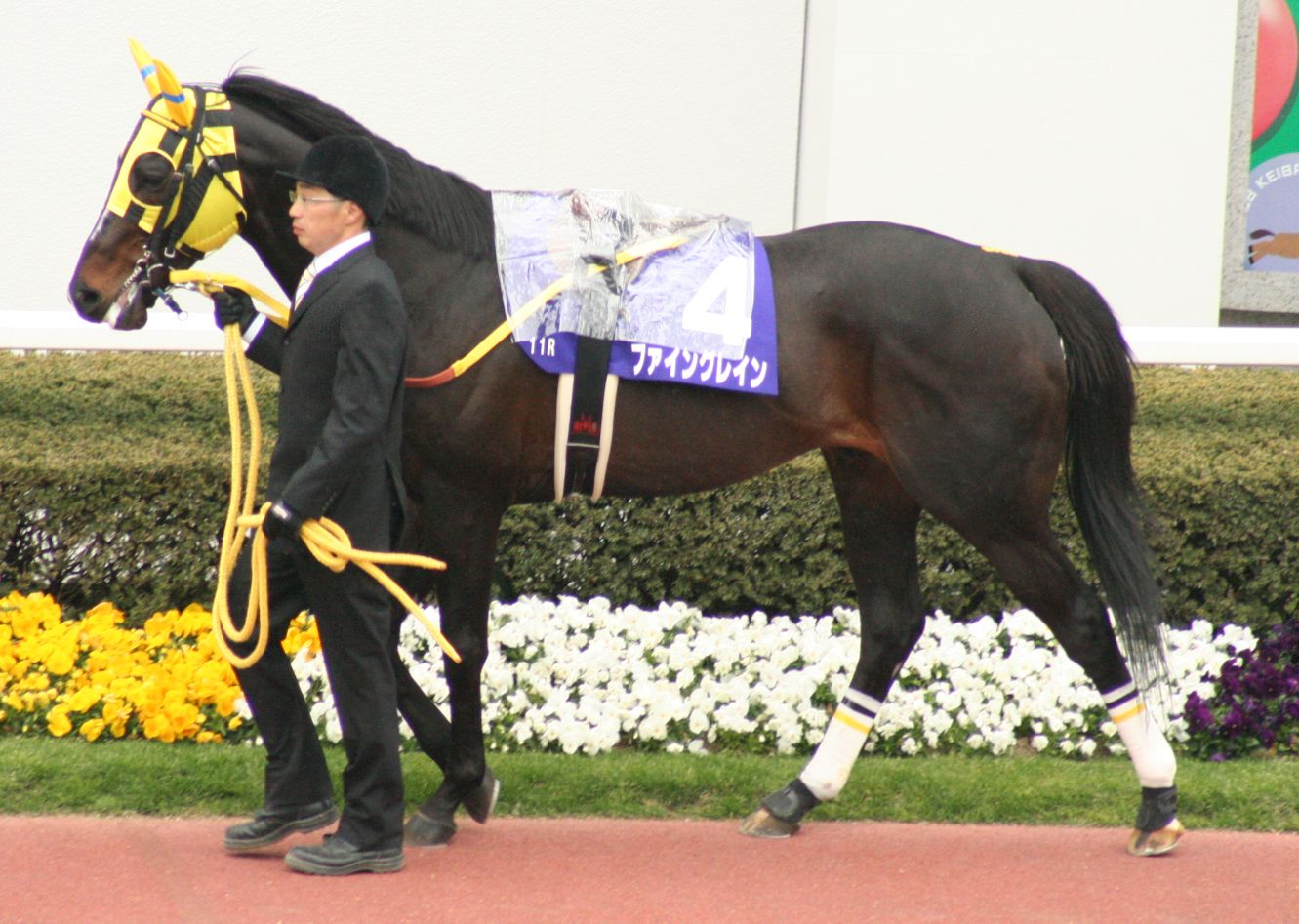
ファイングレイン（2003年産）
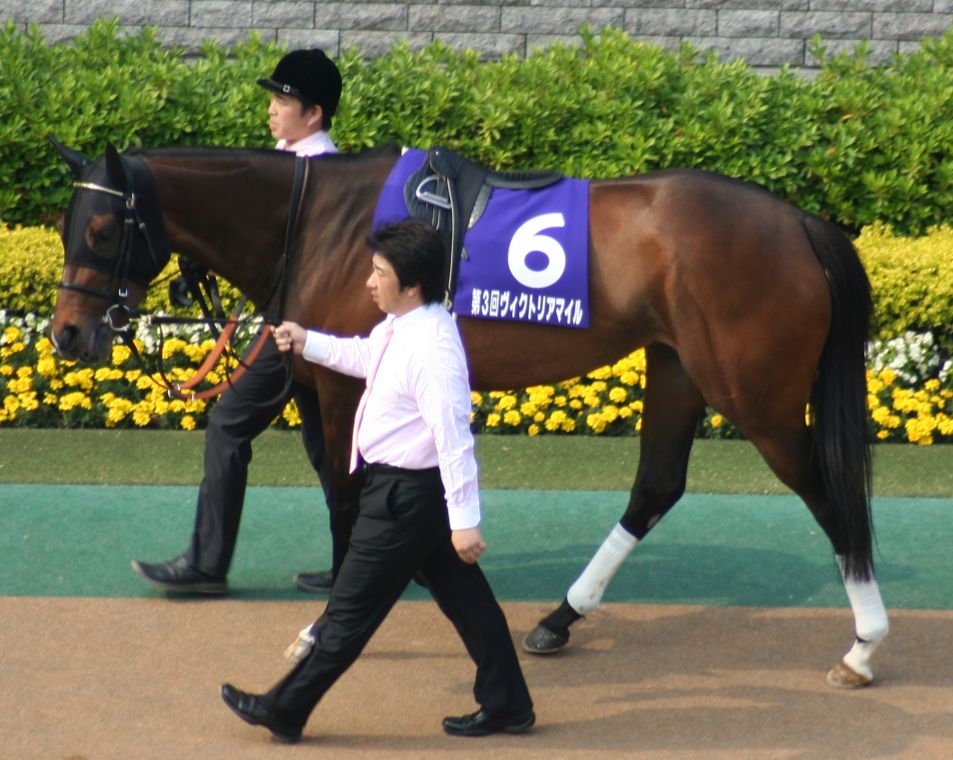
エイジアンウインズ（2004年産）
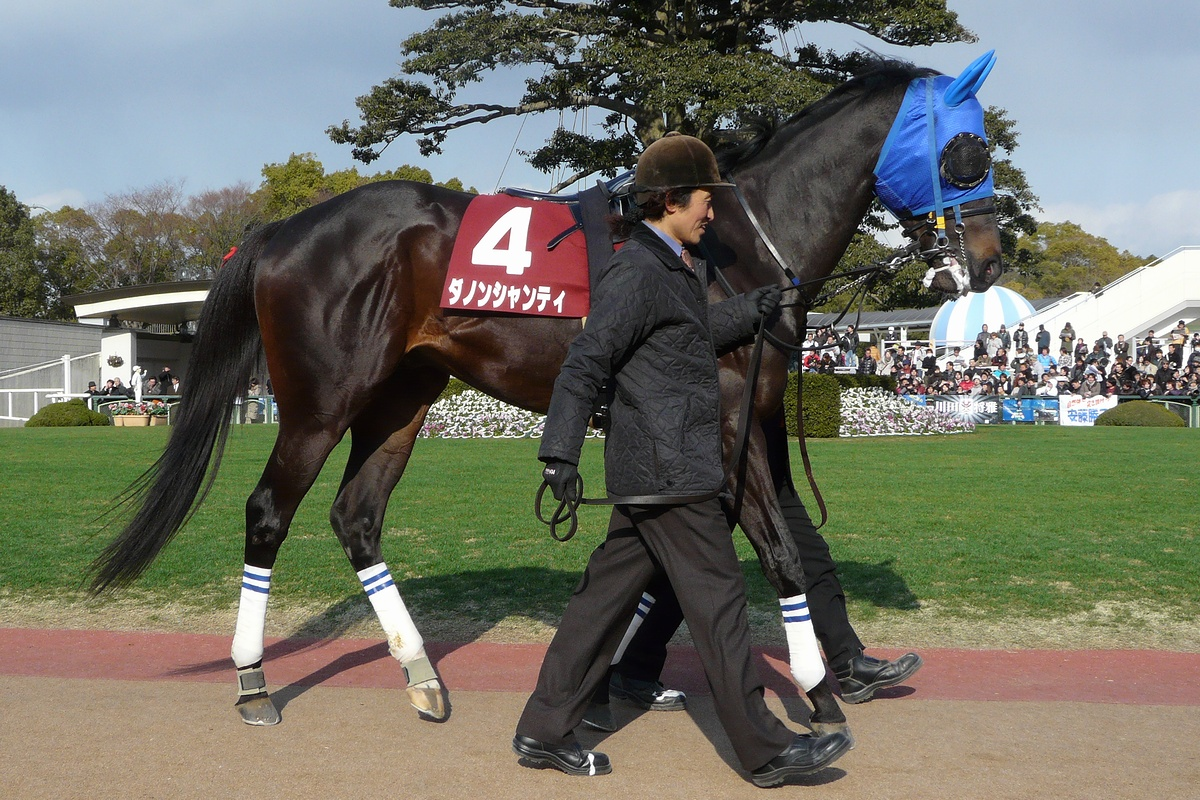
ダノンシャンティ（2007年産）
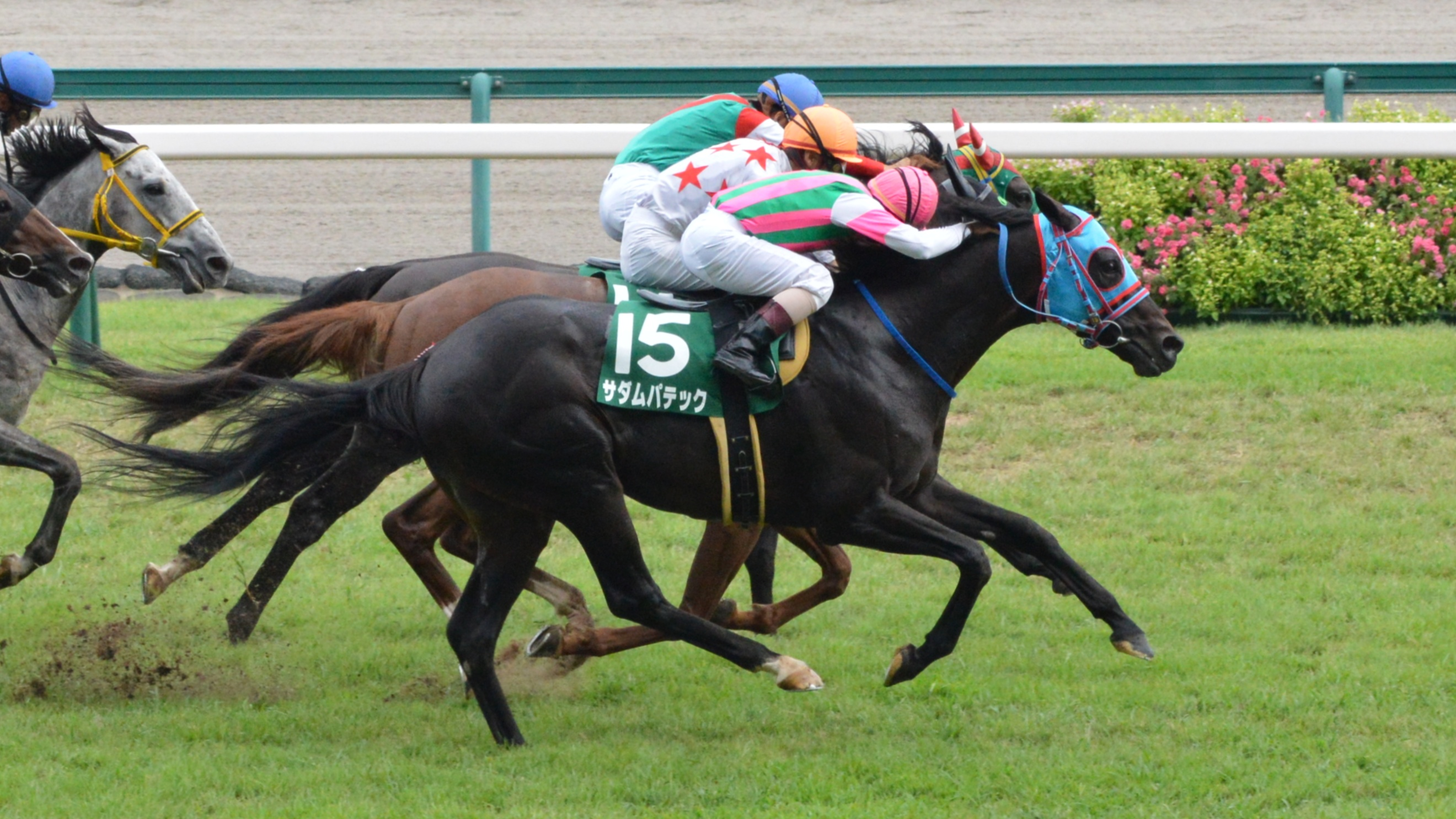
サダムパテック（2008年産）
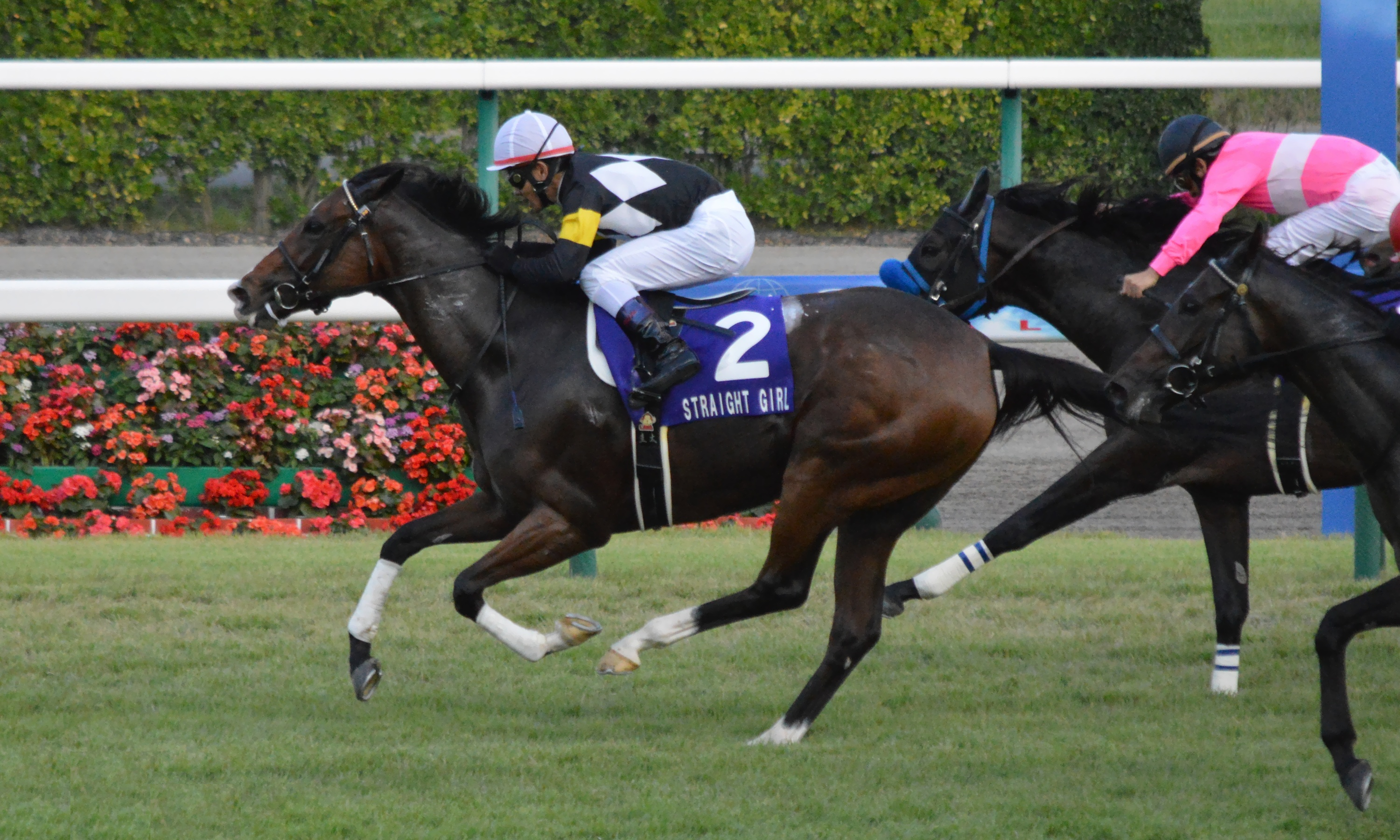
ストレイトガール（2009年産）
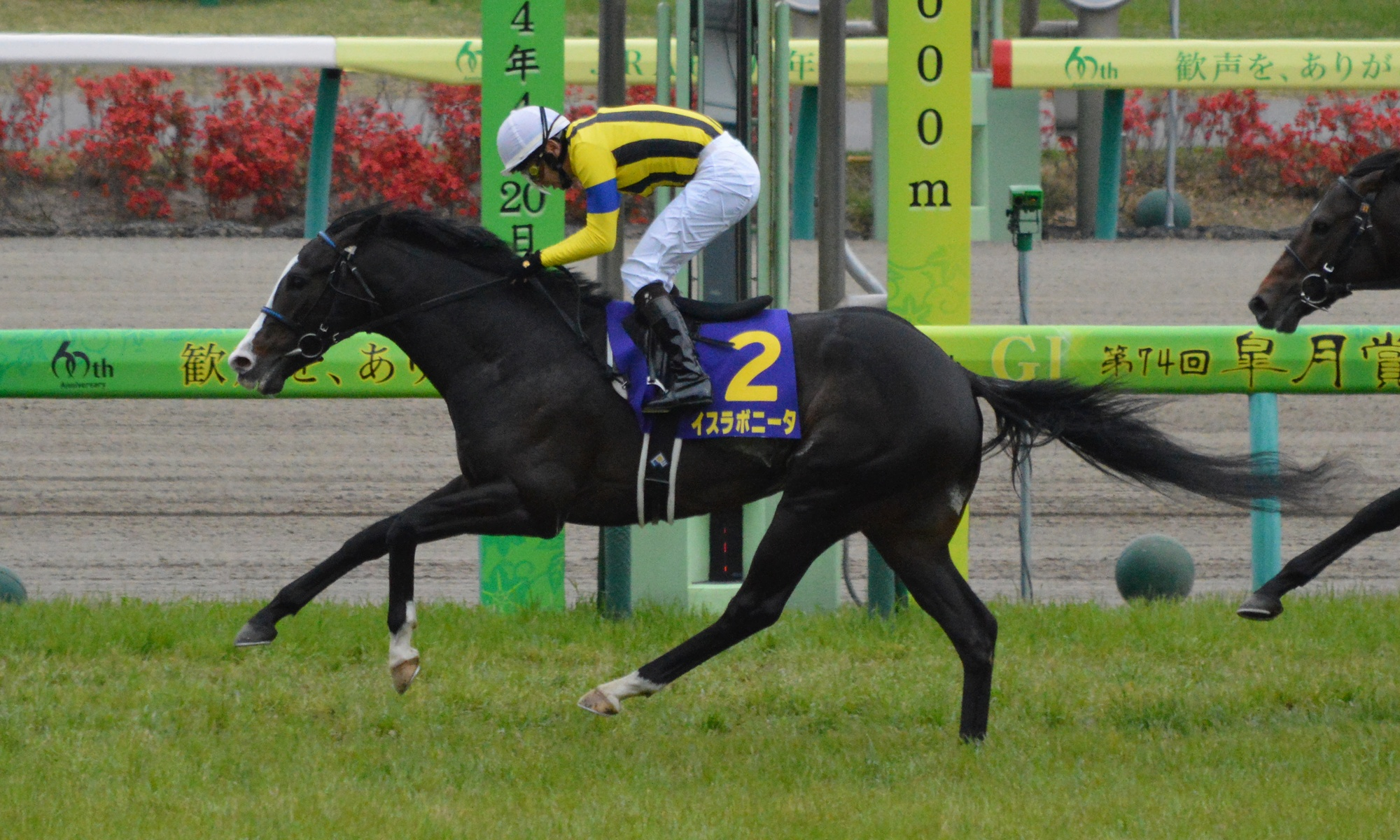
イスラボニータ（2011年産）

### グレード制重賞優勝馬
- 1996年産
  - トウショウアンドレ（中日新聞杯）[44]
  - エアピエール（佐賀記念）[45]
- 1997年産
  - ダイタクリーヴァ（スプリングステークス、シンザン記念、鳴尾記念、京都金杯2回）[46]
  - グランパドドゥ（中日新聞杯）[47]
  - ミツワトップレディ（クイーンステークス）[48]
- 1998年産
  - テンシノキセキ（フェアリーステークス、セントウルステークス）[49]
  - デモリションマン（新潟ジャンプステークス）[50]
- 1999年産
  - オースミコスモ（関屋記念、中山牝馬ステークス、福島牝馬ステークス）[51]
  - キタサンヒボタン（ファンタジーステークス）[52]
- 2000年産
  - フジサイレンス（東京新聞杯）[53]
  - ワナ（新潟2歳ステークス）[54]
- 2001年産
  - タマモホットプレイ（スワンステークス、シルクロードステークス）[55]
  - メイショウオスカル（フローラステークス、福島牝馬ステークス）[56]
  - ビーナスライン（函館スプリントステークス）[57]
- 2002年産
  - ユメノシルシ（新潟記念）[58]
- 2003年産
  - ドリームパスポート（神戸新聞杯、きさらぎ賞）[59]
- 2004年産
  - アルティマトゥーレ（セントウルステークス、シルクロードステークス）[60]
  - ゴールデンダリア（新潟大賞典）[61]
  - ピエナビーナス（クイーンステークス）[62]
- 2005年産
  - サブジェクト（ラジオNIKKEI杯2歳ステークス）[63]
  - エフティマイア（新潟2歳ステークス）[64]
- 2006年産
  - デグラーティア （小倉2歳ステークス）[65]
  - バアゼルリバー （阪神スプリングジャンプ）[66]
- 2007年産
  - ミラクルレジェンド（レパードステークス、クイーン賞、レディスプレリュード2回、JBCレディスクラシック2回、マリーンカップ、エンプレス杯）[67]
  - シンメイフジ（関東オークス、新潟2歳ステークス）[68]
- 2008年産
  - カラフルデイズ（関東オークス）[69]
  - アドマイヤサガス（北海道スプリントカップ）[70]
- 2009年産
  - ブライトライン（ファルコンステークス、みやこステークス）[71]
  - ストローハット（ユニコーンステークス）[72]
  - トーホウアマポーラ（CBC賞）[73]
- 2010年産
  - タマモベストプレイ（きさらぎ賞）[74]
  - メイケイペガスター（共同通信杯）[75]
- 2011年産
  - ロサギガンティア（スプリングステークス、阪神カップ）[76]
  - ディライトフル（京都ジャンプステークス）[77]

### 地方重賞優勝馬
- 1996年産
  - マルダイキセキ（船橋記念）[78]
- 1997年産
  - リガメエントキセキ（東京湾カップ、報知グランプリカップ、ミレニアムカップ）[79]
  - ファイブソルジャー（コンフィデンスカップ）[80]
  - アサヒミネルバ（中京盃、二十四万石賞）[81]
- 1998年産
  - ニューベリー（シアンモア記念）[82]
  - テイクアトリウム（若駒賞）[83]
- 2000年産
  - マルダイメグ（ローレル賞、ロジータ記念）[84]
- 2002年産
  - シールビーバック（サマーカップ、読売レディス杯、オータムスプリントカップ）[85]
- 2003年産
  - タガノサイクロン（摂津盃、姫山菊花賞）[86]
- 2006年産
  - エイブルインレース（ジュニアグランプリ、オパールカップ）[87]
- 2007年産
  - ミラクルエース（イノセントカップ）[88]
- 2010年産
  - マインダンサー（金の鞍賞）[89]
- 2011年産
  - ロードデューク（御船山賞）[90]

### 母父としての主な産駒

#### グレード制重賞優勝馬
※太字はGI級競走、*は地方重賞を示す。英字馬名は日本国外の調教馬。
- 2005年産
  - ルルパンブルー：父ジャングルポケット（フェアリーステークス）
- 2006年産
  - セイクリッドバレー：父タニノギムレット（新潟大賞典）
- 2007年産
  - Yosei：父Invincible Spirit（豪1000ギニー、ウインターステークス、サイアーズプロデュースステークス）
  - アリゼオ：父シンボリクリスエス（スプリングステークス、毎日王冠）
  - パドトロワ：父スウェプトオーヴァーボード（アイビスサマーダッシュ、キーンランドカップ、函館スプリントステークス）
- 2008年産
  - カネマサコンコルド：父フサイチコンコルド（北海道2歳優駿）
- 2009年産
  - Your Song：父Fastnet Rock（BTCカップ）
  - ゴーイングパワー：父サクラバクシンオー（兵庫ジュニアグランプリ）
  - サウンドトゥルー：父フレンチデピュティ（チャンピオンズカップ、東京大賞典、JBCクラシック、日本テレビ盃、*金盃2回）
    - 2016年度最優秀ダートホース
- 2011年産
  - Kermadec：父Teofilo（ドンカスターマイル、ジョージメインステークス）
- 2012年産
  - ホワイトフーガ：父クロフネ（JBCレディスクラシック2回、さきたま杯、関東オークス、TCK女王盃、スパーキングレディーカップ、マリーンカップ）
  - ルールソヴァール：父フレンチデピュティ（佐賀記念、*旭岳賞2回）
- 2013年産
  - エテルナミノル：父エンパイアメーカー（愛知杯）
- 2014年産
  - コマノインパルス：父バゴ（京成杯）
  - アナザートゥルース：父アイルハヴアナザー（ダイオライト記念、アンタレスステークス、*東海桜花賞）
  - グランドボヌール：父エンパイアメーカー（サマーチャンピオン）
- 2015年産
  - ドンフォルティス：父ヘニーヒューズ（北海道2歳優駿）
- 2016年産
  - アークヴィグラス：父サウスヴィグラス（エーデルワイス賞、*東京2歳優駿牝馬、*ローレル賞、*リリーカップ、*フルールカップ）
- 2017年産
  - プロミストウォリア：父マジェスティックウォリアー（東海ステークス）[91]
- 2019年産
  - エリカヴィータ：父キングカメハメハ（フローラステークス）[92]
  - ウインマーベル：父アイルハヴアナザー（葵ステークス、阪神カップ、阪急杯）
- 2020年産
  - ペリエール：父ヘニーヒューズ（ユニコーンステークス）[93]

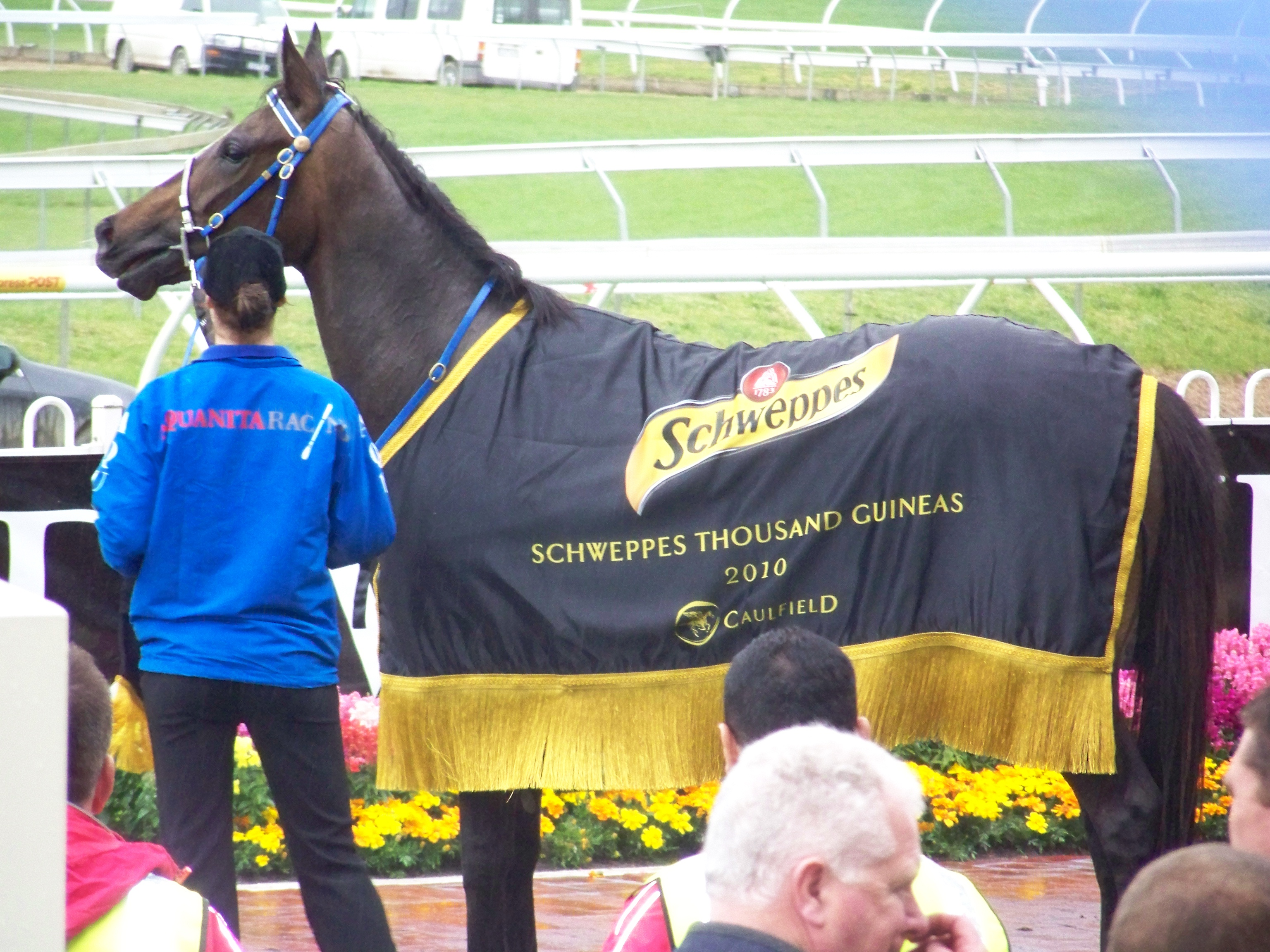
Yosei

#### 地方重賞優勝馬
- 2004年産
  - ヒデサンジュニア：父スウェプトオーヴァーボード（サンライズカップ）
  - タンゴノセック：父アフリート（黒潮スプリンターズカップ、二十四万石賞、珊瑚冠賞）
- 2006年産
  - マヨノエンゼル：父キャプテンスティーヴ（阿久利黒賞、岩手ダービーダイヤモンドカップ、青藍賞、トウケイニセイ記念）
  - デュナメス：父キングカメハメハ（九州大賞典、はがくれ大賞典、由布岳賞）
- 2008年産
  - キスミープリンス：父ノーリーズン（鎌倉記念）
- 2009年産
  - ネオンオーカン：父ネヴァーフォゲット（尾張名古屋杯）
- 2010年産
  - ダイリングローバル：父ホワイトマズル（筑紫野賞、九州ダービー栄城賞）
- 2011年産
  - ケージーキンカメ：父キングカメハメハ（東海ダービー、サラブレッド大賞典、北國王冠、中日杯）
  - サカジロヴィグラス：父サウスヴィグラス（早池峰スーパースプリント）
  - ブラックバカラ：父ロージズインメイ（珊瑚冠賞）
- 2012年産
  - ストレートアップ：父カジノドライヴ（ブリーダーズゴールドジュニアカップ）
  - ブルージャスティス：父シンボリクリスエス（金の鞍賞、土佐秋月賞）
  - タガノトリオンフ：父ワイルドラッシュ（兵庫クイーンカップ2回）
  - ドラゴンゲート：父メイショウボーラー（佐賀オータムスプリント、ウインターチャンピオン2回、佐賀がばいダッシュ2回）
- 2013年産
  - バルダッサーレ：父アンライバルド（東京ダービー、瑞穂賞）
  - トドイワガーデン：父サウスヴィグラス（ハヤテスプリント）
  - トモジャクール：父メイショウボーラー（カンナ賞）
- 2014年産
  - ソーディスイズラヴ：父バトルプラン（はまなす賞）
  - ライスエイト：父キングヘイロー（金沢スプリントカップ）
  - マコトパパヴェロ：エンパイアメーカー（兵庫クイーンカップ）
- 2015年産
  - プロミストリープ：父ヘニーヒューズ（桜花賞【浦和】）
  - カネトシピュール：父ヘニーヒューズ（御厨人窟賞）
- 2016年産
  - スズカユース：父スズカコーズウェイ（フローラルカップ）
  - テイエムノサッタ：父パイロ（霧島賞）
  - アトミックフォース：父ワークフォース（せきれい賞、OROカップ2回）[94]
  - タガノファジョーロ：父バゴ（佐賀王冠賞、九州大賞典）[95]
  - メイショウウズマサ：父ロードカナロア（御厨人窟賞）
- 2017年産
  - ゴールドビルダー：父パイロ（ハイセイコー記念）
- 2018年産
  - スターシューター：父トビーズコーナー（白嶺賞）
- 2019年産
  - メイプルシスター：父パイロ（園田FCスプリント）[96]
- 2020年産
  - マンダリンヒーロー：父シャンハイボビー（ハイセイコー記念、サンタアニタダービー2着）
- 2021年産
  - ミヤギヴァリアント：父モーニン（若駒賞）[97]

## 血統表

### 血統背景
主流血脈は5代前にボールドルーラー（あるいは6代前にナスルーラ）がある程度で、5代以内にクロスを持たず、また1980年代以降に世界的な主流血脈となったノーザンダンサー、ミスタープロスペクターの血を含んでおらず、配合選択肢が広いことを特長とした。サンデーサイレンス産駒の種牡馬としては、アグネスタキオンと共通する特徴である。
| フジキセキの血統                                           | フジキセキの血統                          | フジキセキの血統                   | （血統表の出典）                   | （血統表の出典） |
| 父系                                                       | サンデーサイレンス系（ヘイロー系）        | サンデーサイレンス系（ヘイロー系） | サンデーサイレンス系（ヘイロー系） | [ § 2 ]          |
| 父 *サンデーサイレンス Sunday Silence 1986 青鹿毛 アメリカ | 父の父Halo 1969 黒鹿毛 アメリカ           | Hail to Reason                     | Turn-to                            | Turn-to          |
| 父 *サンデーサイレンス Sunday Silence 1986 青鹿毛 アメリカ | 父の父Halo 1969 黒鹿毛 アメリカ           | Hail to Reason                     | Nothirdchance                      |                  |
| 父 *サンデーサイレンス Sunday Silence 1986 青鹿毛 アメリカ | 父の父Halo 1969 黒鹿毛 アメリカ           | Cosmah                             | Cosmic Bomb                        | Cosmic Bomb      |
| 父 *サンデーサイレンス Sunday Silence 1986 青鹿毛 アメリカ | 父の父Halo 1969 黒鹿毛 アメリカ           | Cosmah                             | Almahmoud                          |                  |
| 父 *サンデーサイレンス Sunday Silence 1986 青鹿毛 アメリカ | 父の母Wishing Well 1975 鹿毛 アメリカ     | Understanding                      | Promised Land                      | Promised Land    |
| 父 *サンデーサイレンス Sunday Silence 1986 青鹿毛 アメリカ | 父の母Wishing Well 1975 鹿毛 アメリカ     | Understanding                      | Pretty Ways                        |                  |
| 父 *サンデーサイレンス Sunday Silence 1986 青鹿毛 アメリカ | 父の母Wishing Well 1975 鹿毛 アメリカ     | Mountain Flower                    | Montparnasse                       | Montparnasse     |
| 父 *サンデーサイレンス Sunday Silence 1986 青鹿毛 アメリカ | 父の母Wishing Well 1975 鹿毛 アメリカ     | Mountain Flower                    | Edelweiss                          |                  |
| 母 *ミルレーサー Millracer 1983 鹿毛 アメリカ              | 母の父Le Fabuleux 1961 栗毛 フランス      | Wild Risk                          | Rialto                             | Rialto           |
| 母 *ミルレーサー Millracer 1983 鹿毛 アメリカ              | 母の父Le Fabuleux 1961 栗毛 フランス      | Wild Risk                          | Wild Violet                        |                  |
| 母 *ミルレーサー Millracer 1983 鹿毛 アメリカ              | 母の父Le Fabuleux 1961 栗毛 フランス      | Anguar                             | Verso                              | Verso            |
| 母 *ミルレーサー Millracer 1983 鹿毛 アメリカ              | 母の父Le Fabuleux 1961 栗毛 フランス      | Anguar                             | La Rochelle                        |                  |
| 母 *ミルレーサー Millracer 1983 鹿毛 アメリカ              | 母の母Marston's Mill 1975 黒鹿毛 アメリカ | In Reality                         | Intentionally                      | Intentionally    |
| 母 *ミルレーサー Millracer 1983 鹿毛 アメリカ              | 母の母Marston's Mill 1975 黒鹿毛 アメリカ | In Reality                         | My Dear Girl                       |                  |
| 母 *ミルレーサー Millracer 1983 鹿毛 アメリカ              | 母の母Marston's Mill 1975 黒鹿毛 アメリカ | Millicent                          | Cornish Prince                     | Cornish Prince   |
| 母 *ミルレーサー Millracer 1983 鹿毛 アメリカ              | 母の母Marston's Mill 1975 黒鹿毛 アメリカ | Millicent                          | Milan Mill                         |                  |
| 母系(F-No.)                                                | Milan Mill系(FN:22-d)                     | Milan Mill系(FN:22-d)              | Milan Mill系(FN:22-d)              | [ § 3 ]          |
| 5代内の近親交配                                            | 5代内アウトブリード                       | 5代内アウトブリード                | 5代内アウトブリード                | [ § 4 ]          |
| 出典                                                       | 1. 2. 3. 4.                               | 1. 2. 3. 4.                        | 1. 2. 3. 4.                        | 1. 2. 3. 4.      |

- 半兄:スーパーライセンス（種牡馬）
- 半姉:シャイニンレーサー（マーメイドステークス）
- 姪:ノボリディアーナ（府中牝馬ステークス ）、シャイニンルビー（クイーンカップ ）、キョウエイアシュラ（テレ玉杯オーバルスプリント）

上記のほか、曾祖母の半兄にMill Reef、母の従弟にアメリカのクラシック三冠競走で全て3着となった記録を持つメインミニスターがいる。(牝系の詳細はインフラレッド#主なファミリーラインへ)